# Daredevil: The Album
Daredevil: The Album a fost realizat în 2003 de Wind-Up Records pentru filmul Daredevil, cu Ben Affleck și Jennifer Garner.

## Lista pieselor
1. Fuel - Won't Back Down
2. The Calling - For You
3. Saliva - Bleed For Me
4. Seether - Hang on
5. Nickelback - Learn the Hard Way
6. Drowning Pool feat. Rob Zombie - The Man Without Fear
7. Nappy Roots feat. Marcos Curiel of P.O.D. - Right Now
8. Moby - Evening Rain
9. Evanescence - Bring Me To Life
10. Chevelle - Until You're Reformed
11. Hoobastank - Right Before Your Eyes
12. Paloalto - Fade Out/In
13. Revis - Caught in the Rain
14. Boysetsfire - High Wire Escape Artist
15. Autopilot Off - Raise Your Rifles
16. Graeme Revell and Mike Einziger - Daredevil Theme (Blind Justice Remix)
17. Evanescence - My Immortal
18. Finger Eleven - Sad Exchange
19. Endo - Simple Lies
20. 12 Stones - Let Go